# Trithemis
Trithemis är ett släkte av trollsländor. Trithemis ingår i familjen segeltrollsländor.

## Bildgalleri

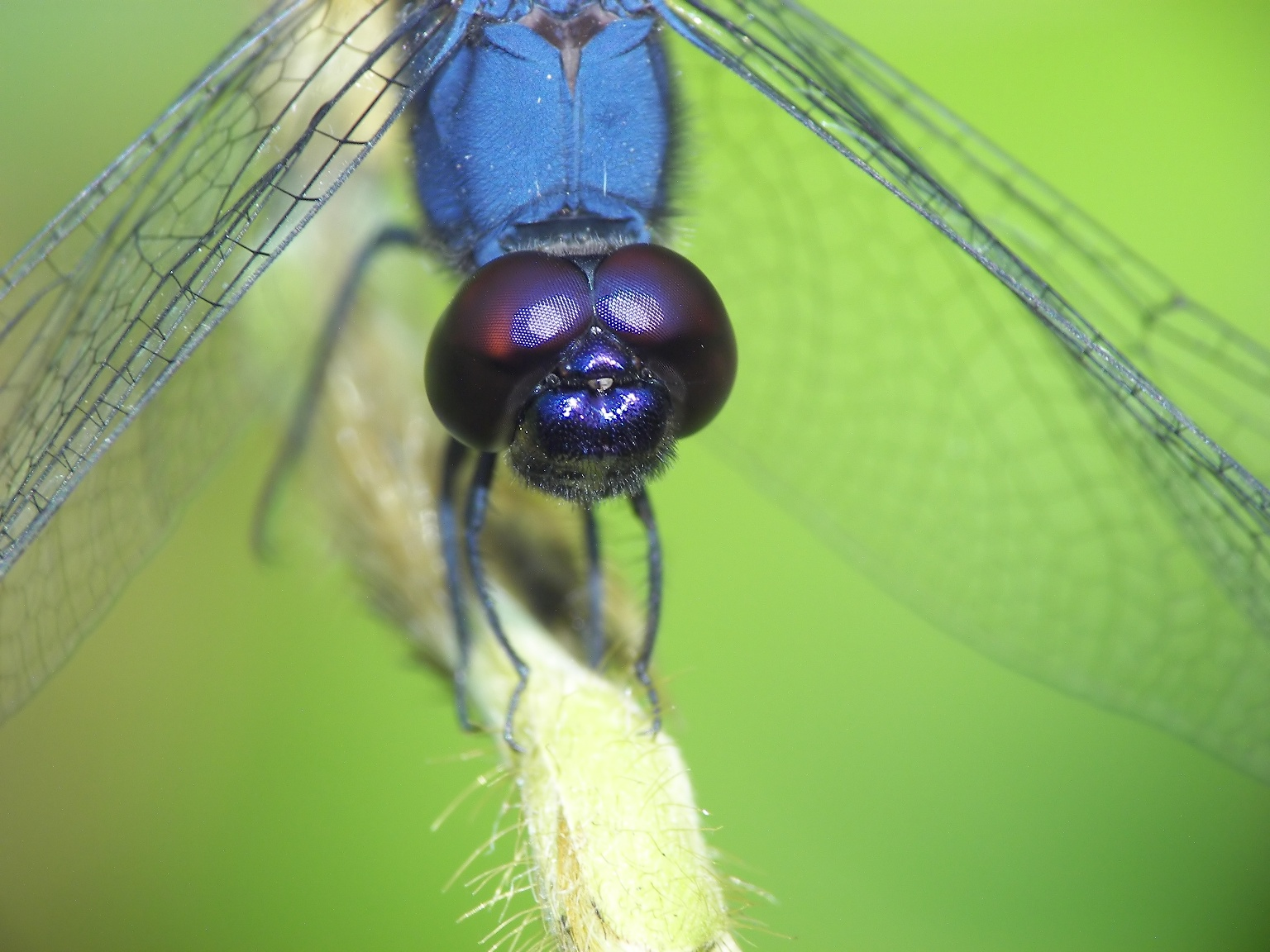
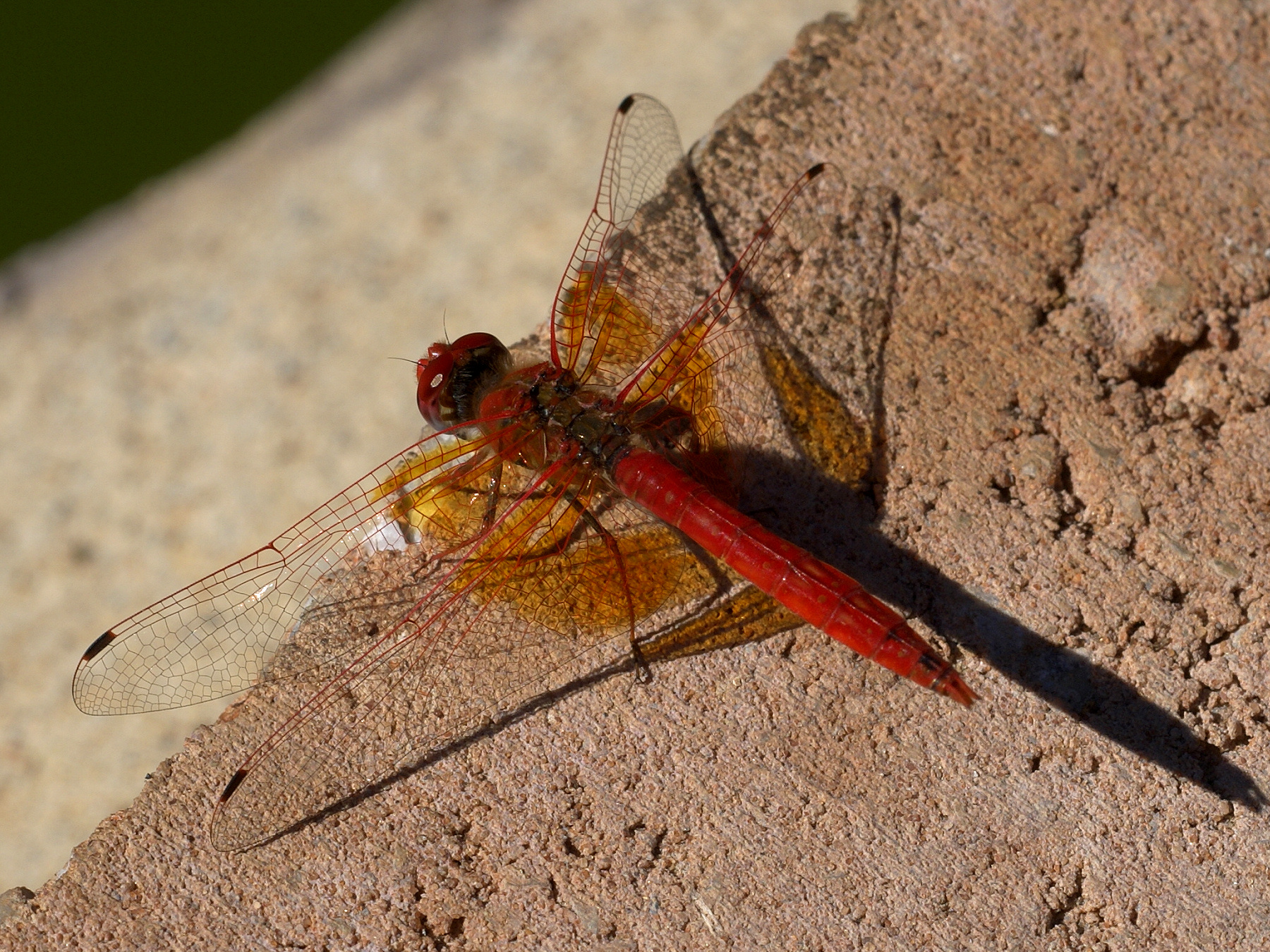
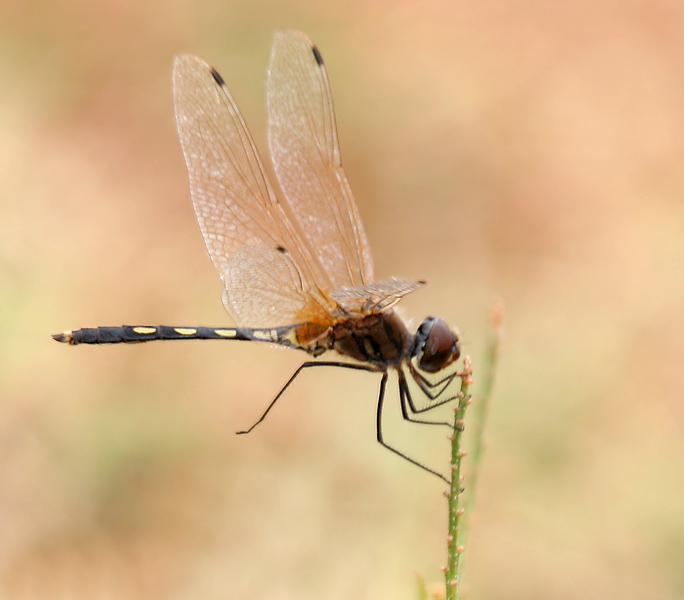
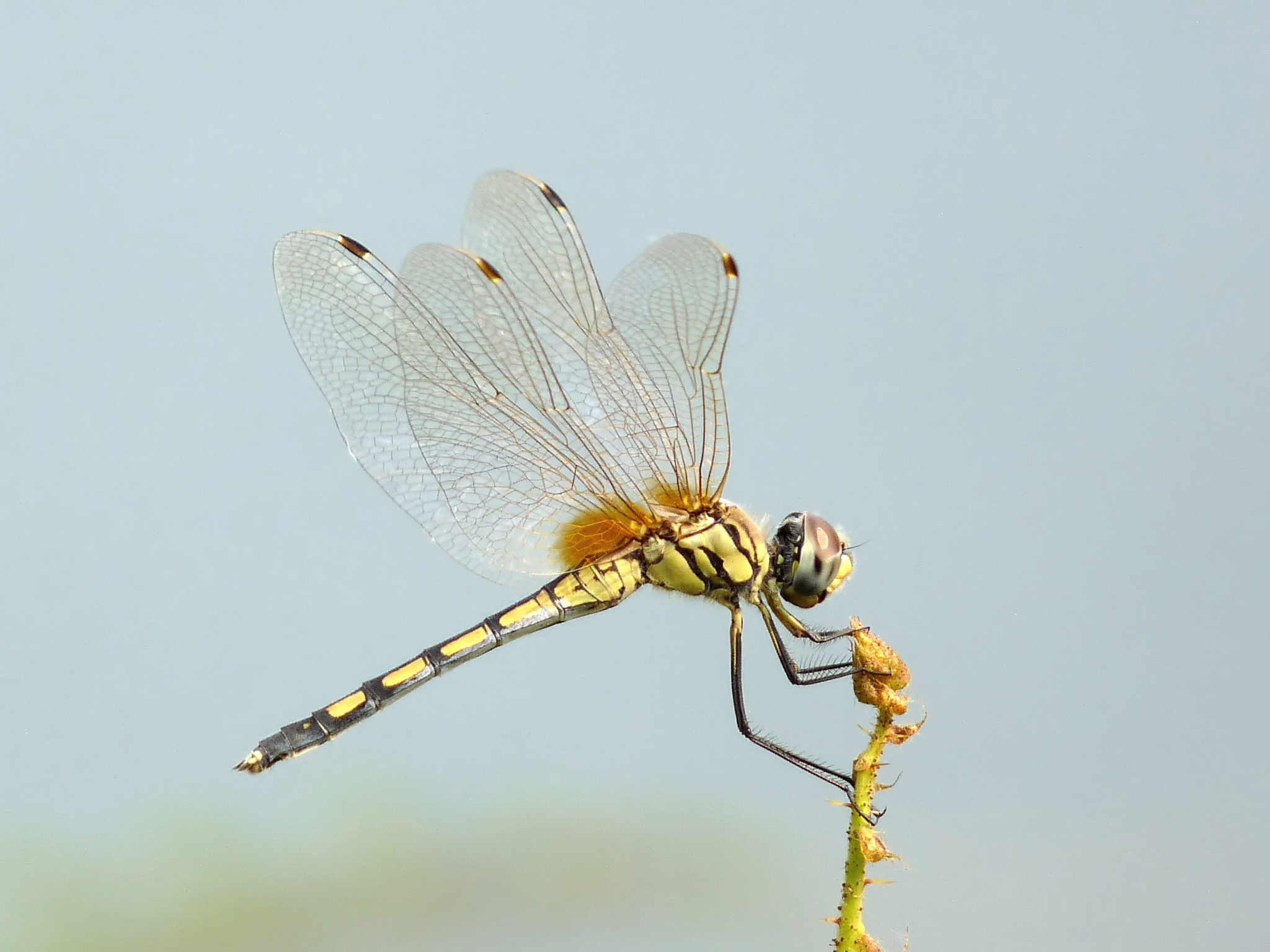
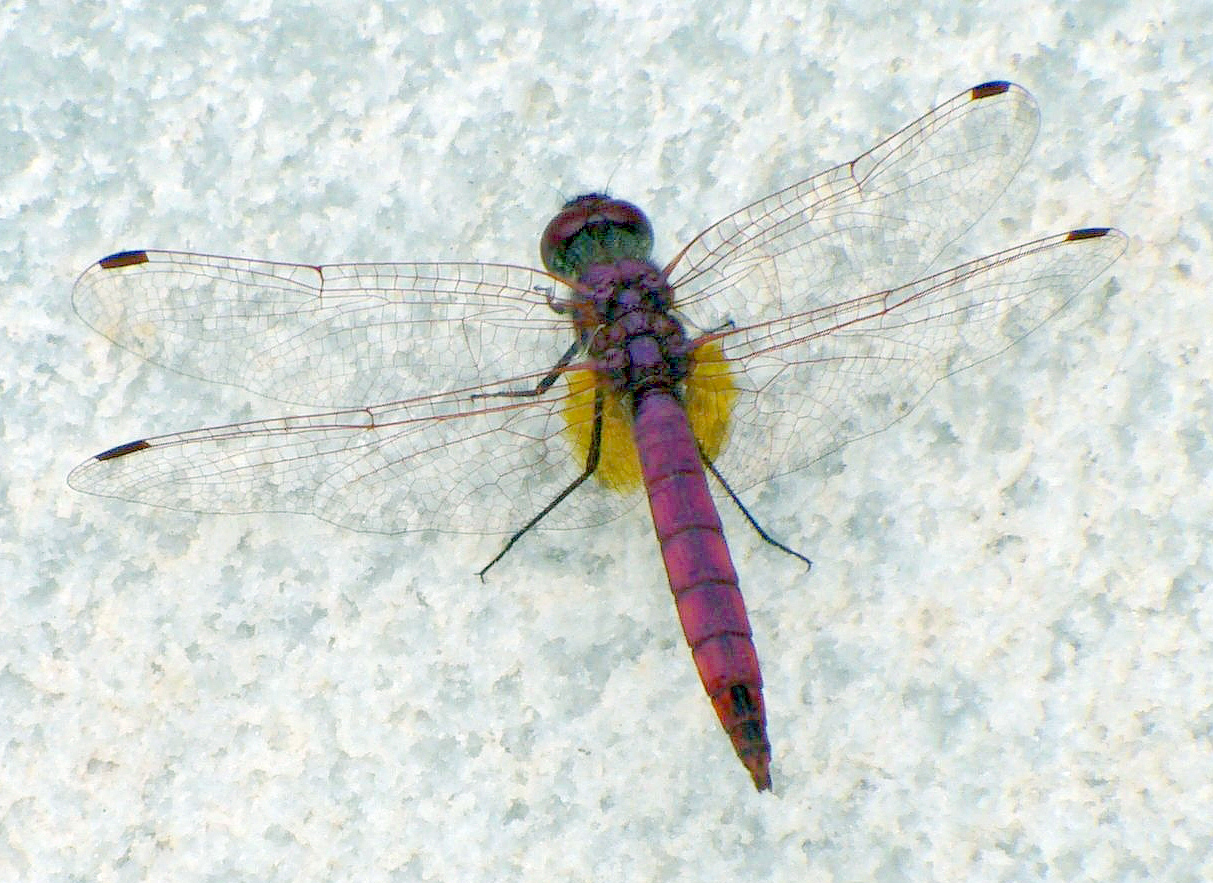
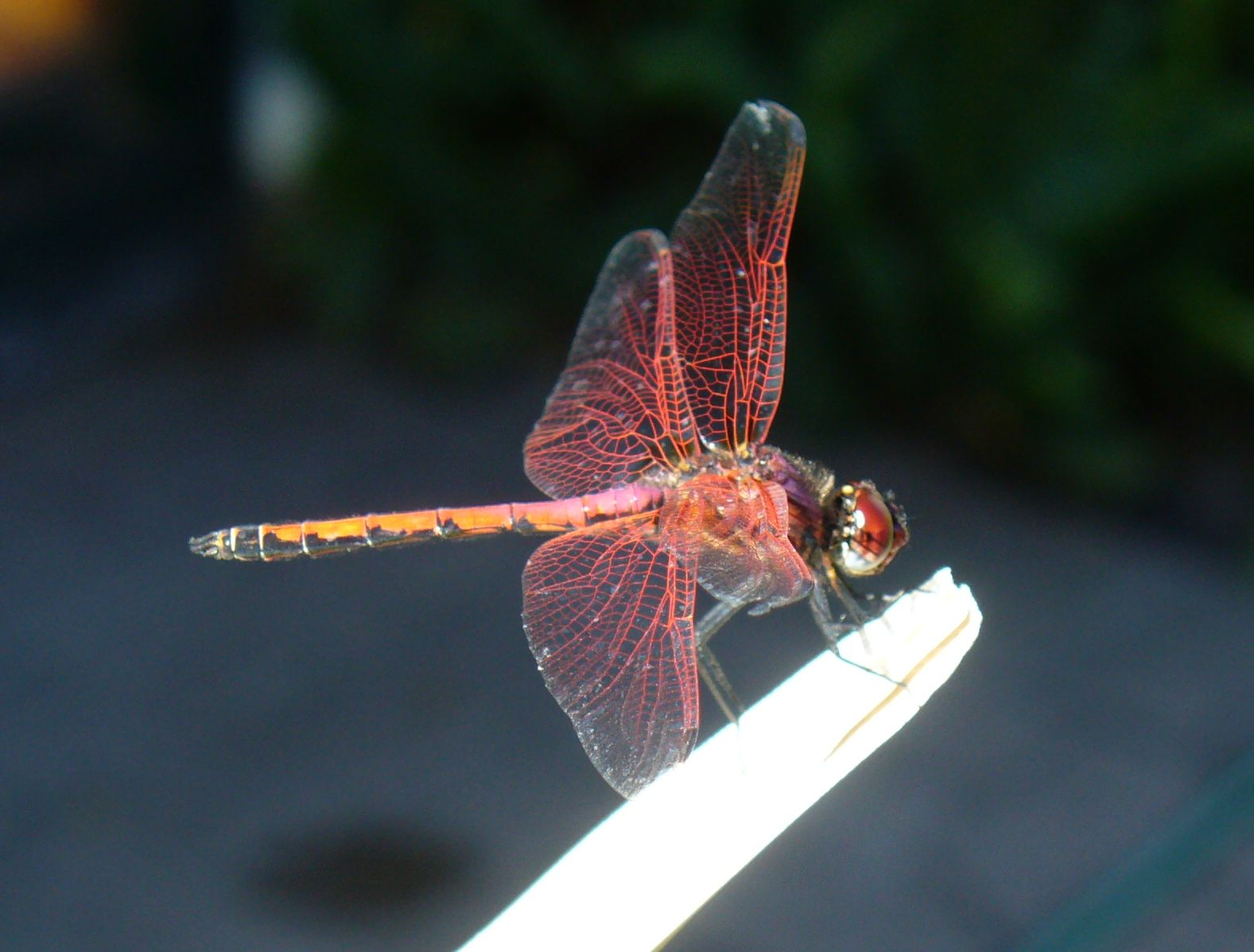

## Dottertaxa tillTrithemis, i alfabetisk ordning[1]
- Trithemis aconita
- Trithemis aenea
- Trithemis aequalis
- Trithemis africana
- Trithemis annulata
- Trithemis anomala
- Trithemis arteriosa
- Trithemis aurora
- Trithemis basitincta
- Trithemis bifida
- Trithemis bredoi
- Trithemis brydeni
- Trithemis congolica
- Trithemis dejouxi
- Trithemis dichroa
- Trithemis donaldsoni
- Trithemis dorsalis
- Trithemis ellenbeckii
- Trithemis festiva
- Trithemis fumosa
- Trithemis furva
- Trithemis grouti
- Trithemis hartwigi
- Trithemis hecate
- Trithemis hova
- Trithemis imitata
- Trithemis integra
- Trithemis kalula
- Trithemis kirbyi
- Trithemis lilacina
- Trithemis monardi
- Trithemis nigra
- Trithemis nuptialis
- Trithemis osvaldae
- Trithemis pallidinervis
- Trithemis persephone
- Trithemis pluvialis
- Trithemis pruinata
- Trithemis ramburii
- Trithemis selika
- Trithemis stictica
- Trithemis werneri